# Jerald T. Milanich
Jerald T. Milanich és un antropòleg i arqueòleg estatunidenc, especialitzat en cultura dels amerindis dels Florida. És el curador d'Arqueologia del Museu d'Història Natural de Florida de la Universitat de Florida a Gainesville; professor adjunt del Departament d'Antropologia de la Facultat d'Arts i Ciències de la Universitat de Florida; i professor adjunt del Centre d'Estudis Llatinoamericans de la Universitat de Florida. Milanich té un doctorat en antropologia per la Universitat de Florida.
El 2005, Milanich va guanyar el Lifetime Achievement Award del Consell Arqueològic Florida.
Els interessos de recerca de Milanich inclouen l'arqueologia de l'est dels Estats Units, els amerindis precolombins del sud-est dels Estats Units, i les relacions entre euroamericans i nadius durant el període colonial d'Amèrica. Al maig de 1987 va ser citat en un article del New York Times.
Milanich està casat amb l'antropòloga Maxine Margolis.

## Llibres
- Amb Samuel Proctor, editors. Tacachale: essays on the Indians of Florida and southeastern Georgia during the historic period. The University Presses of Florida. (1978)
- First Encounters: Spanish explorations in the Caribbean and the United States, 1492-1570. University of Florida Press. (1989)
- Earliest Hispanic/Native American interactions in the American Southeast. Garland. (1991)
- With Charles Hudson. Hernando de Soto and the Indians of Florida. University Press of Florida. (1993)
- Archaeology of Precolumbian Florida. University Press of Florida. (1994)
- The Timucua. Blackwell Publications, Oxford, UK. (1996)
- Florida Indians and the Invasion from Europe. The University Press of Florida. (1998)
- Florida Indians from Ancient Times to the Present. The University Press of Florida. (1998)
- Laboring in the Fields of the Lord: Spanish Missions and Southeastern Indians Washington, D.C., Smithsonian Institution Press. (1999)
- Famous Florida Sites—Mt. Royal and Crystal River Gainesville, University Press of Florida (1999)
- Florida's Lost Tribes—Through the Eyes of an Artist Gainesville, University Press of Florida. (With artist Theodore Morris.) (2004)
- Archaeology of northern Florida, A.D. 200-900: the McKeithen Weeden Island culture. (2004)
- Frolicking Bears, Wet Vultures, And Other Oddities: A New York City Journalist in Nineteenth-Century Florida. Gainesville, University Press of Florida (2005)
- Laboring in the fields of the Lord: Spanish missions and southeastern Indians. University Press of Florida. (2006)